# Kanton Bédarrides
Der Kanton Bédarrides war bis 2015 ein französischer Wahlkreis im Département Vaucluse in der Region Provence-Alpes-Côte d’Azur. Sein Hauptort war Bédarrides. Er wurde 2015 im Rahmen einer landesweiten Neugliederung der Kantone aufgelöst.

## Gemeinden
Der Kanton bestand aus vier Gemeinden:
| Gemeinde   | Einwohner Jahr | Fläche km² | Bevölkerungsdichte | Code INSEE | Postleitzahl |
| ---------- | -------------- | ---------- | ------------------ | ---------- | ------------ |
| Bédarrides | 5.060 (2013)   | 24,79      | 204 Einw./km²      | 84016      | 84370        |
| Courthézon | 5.489 (2013)   | 32,78      | 167 Einw./km²      | 84039      | 84350        |
| Sorgues    | 18.500 (2013)  | 33,4       | 554 Einw./km²      | 84129      | 84700        |
| Vedène     | 10.661 (2013)  | 11,18      | 954 Einw./km²      | 84141      | 84270        |